# Olivier Coqueux
Olivier Coqueux (* 29. November 1973 in Saumur) ist ein ehemaliger französisch-kanadischer Eishockeyspieler, der in seiner aktiven Zeit von 1994 bis 2009 unter anderem für die Wölfe Freiburg in der Deutschen Eishockey Liga gespielt hat.       

## Karriere

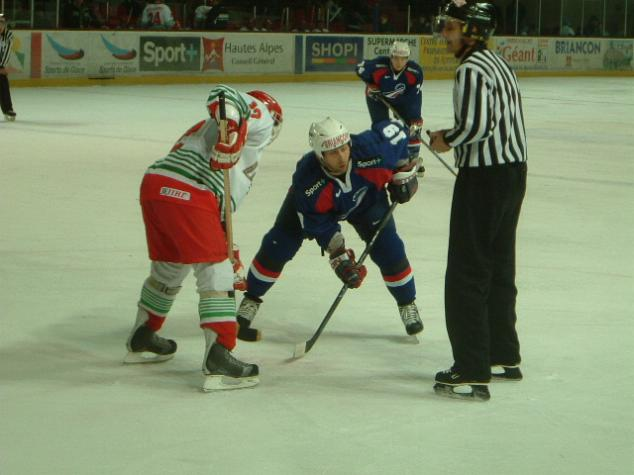
Coqueux (Mitte) beim Bully

Olivier Coqueux begann seine Karriere als Eishockeyspieler beim Briançon HC, für den er von 1994 bis 1997 aktiv war. In dieser Zeit stieg er mit seiner Mannschaft zunächst 1995 in die Division 1 und anschließend 1997 in die Ligue Magnus auf. Nach dem zweiten Aufstieg verließ der Center den Verein allerdings und schloss sich deren Ligarivalen Dogues de Bordeaux an, für die er in der Saison 1997/98 auflief. Anschließend spielte der Angreifer erstmals im Ausland, als er in der Saison 1998/99 für die Tucson Gila Monsters aus der West Coast Hockey League, sowie die Edinburgh Capitals aus der British National League auf dem Eis stand. Daraufhin blieb er im europäischen Ausland, wo er zwei Jahre lang bei Olofströms IK in der schwedischen Division 1 spielte.
Im Sommer 2001 kehrte Coqueux nach Frankreich zurück, wo er die folgenden beiden Spielzeiten beim HC Mulhouse verbrachte, ehe er in der Saison 2003/04 vom deutschen Erstliga-Aufsteiger Wölfe Freiburg verpflichtet wurde. Für die Breisgauer bestritt er insgesamt 56 Spiele in der Deutschen Eishockey Liga, in denen er 25 Scorerpunkte, darunter zwölf Tore, erzielte. Nach dem Abstieg der Wölfe verließ der Franzose Deutschland wieder und wurde 2005 Französischer Meister mit seinem Ex-Klub HC Mulhouse. Diesen Erfolg konnte er 2006 mit Rouen Hockey Élite 76 wiederholen. Von 2006 bis 2009 spielte der französische Nationalspieler für EfB Ishockey in der dänischen AL-Bank Ligaen. Anschließend beendete er im Alter von 35 Jahren seine Karriere. 

### International
Für Frankreich nahm Coqueux an den B-Weltmeisterschaften 2005, 2006 und 2007 sowie den A-Weltmeisterschaften 2004 und 2008 teil. Des Weiteren stand er im Aufgebot Frankreichs bei der Qualifikation zu den Olympischen Winterspielen 2006 in Turin und 2010 in Vancouver.

## Erfolge und Auszeichnungen
| - 1995 Aufstieg in die Division 1 mit dem Briançon HC - 1997 Aufstieg in die Ligue Magnus mit dem Briançon HC - 2005 Französischer Meister mit dem HC Mulhouse | - 2005 Ligue Magnus All-Star Team - 2006 Französischer Meister mit Rouen Hockey Élite 76 |

### International
| - 2004 Top-3-Spieler Frankreichs bei der Weltmeisterschaft - 2006 Bester Stürmer der Weltmeisterschaft der Division I, Gruppe A | - 2006 Bester Vorlagengeber der Weltmeisterschaft der Division I, Gruppe A (gemeinsam mit Gábor Ocskay) - 2007 Aufstieg in die Top-Division bei der Weltmeisterschaft der Division I |